# Jonathan Rea

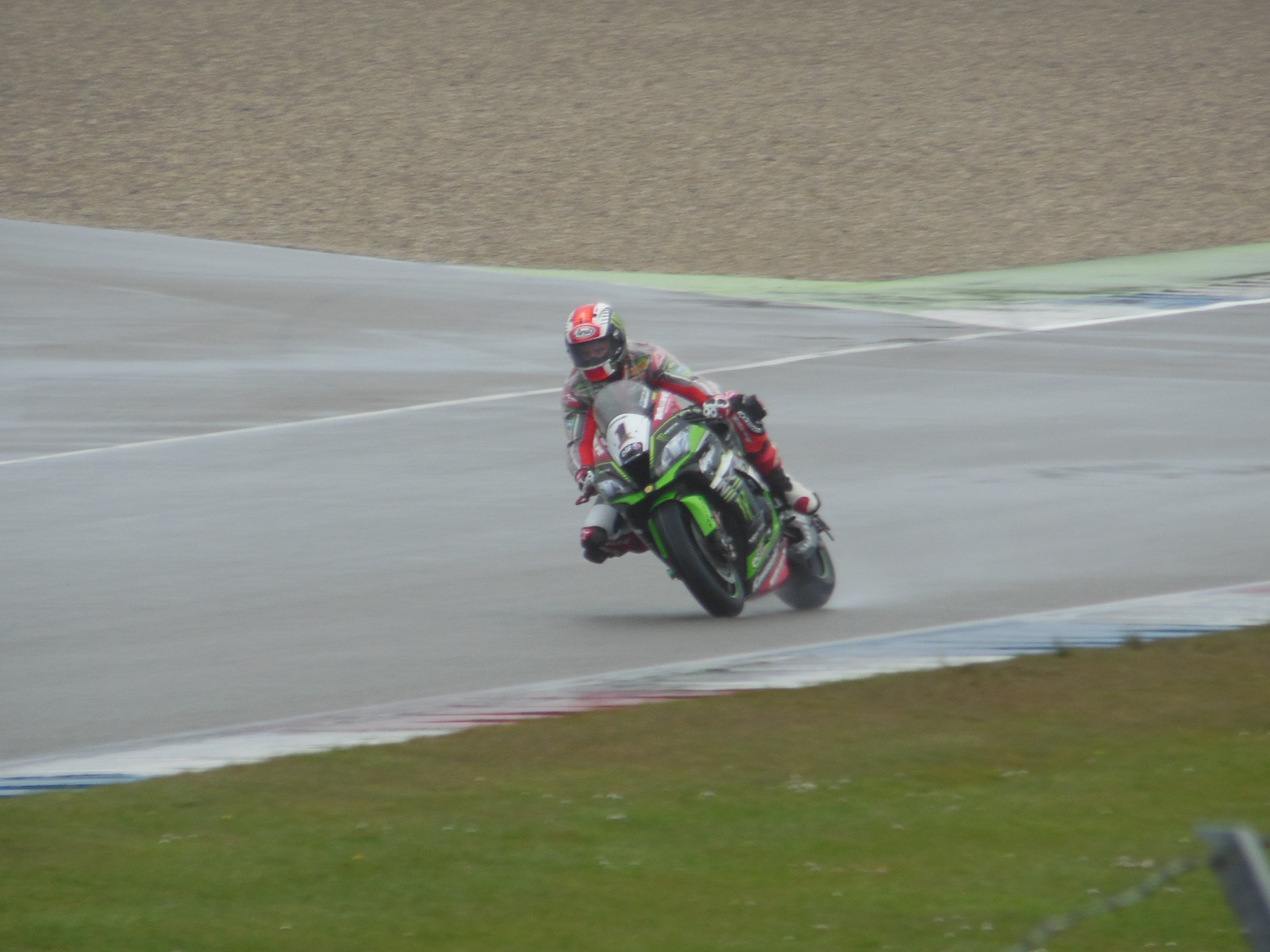
Jonathan Rea in Assen 2016

Jonathan Rea, OBE (* 2. Februar 1987 in Larne, Nordirland) ist ein britischer Motorradrennfahrer.

## Karriere
Bevor Rea an Rundstreckenrennen teilnahm, fuhr er Motocross. Ab dem Jahr 2003 nahm er an der britischen 125-cm³-Meisterschaft teil.
Zur Saison 2005 stieg er in die British Superbike Championship auf. Am Ende seiner ersten Saison belegte Rea den 16. Rang. Seine erste Pole-Position und seine erste Podiumsplatzierung erreichte er in der Saison 2006 in Knockhill. Diese Saison beendete er auf dem vierten Gesamtrang. Im darauf folgenden Jahr wurde er Vizemeister hinter dem Japaner Ryūichi Kiyonari.
Trotz eines Angebotes vom Ducati-Werksteam für die Superbike-Weltmeisterschaft 2008 wechselte er ins niederländische Ten-Kate-Team, für das er 2008 in der Supersport-Weltmeisterschaft antrat. Dort wurde Rea hinter seinem australischen Teamkollegen Andrew Pitt auf Anhieb Vizeweltmeister.

### Superbike-Weltmeisterschaft
Seinen ersten Einsatz in der Superbike-Weltmeisterschaft hatte er in der Saison 2008. Er startete bei den letzten beiden Läufen in Portimão für das Honda-Werksteam. Bis zur Saison 2014 blieb er dem Team treu.
Zur Saison 2015 wechselte Rea zum Kawasaki-Werksteam. Sein Teamkollege dort war bis 2018 Tom Sykes.
Rea wurde auf Anhieb Weltmeister 2015. Er konnte im ersten Lauf bei der letzten Veranstaltung der Saison 2016 in Katar, mit einem zweiten Platz, seinen zweiten Weltmeistertitel gewinnen. In der Saison 2017 gab es keine Veränderung in der Fahrerpaarung im Team. Jonathan Rea gewann von den ersten zehn Läufen dieser Saison sieben (davon die ersten fünf in Folge) und landete bei den weiteren dreien auf dem zweiten Platz. Nach seinem Sieg beim ersten Lauf in Frankreich konnte er seinen dritten Weltmeistertitel in Folge feiern. Dies gelang zuvor noch keinem anderen Fahrer. Rea wurde auch 2018, 2019 und 2020, und somit zum sechsten Mal, überlegen Weltmeister. Zum Saisonende 2020 konnte er insgesamt 99 Siege in der WSBK vorweisen. Johnny Rea fährt auch 2021 im WSBK-Team von Kawasaki. Sein Vertrag läuft bis mindestens 2022.

### Motorrad-Weltmeisterschaft
In der Saison 2012 bekam Rea von Repsol Honda die Chance, in der MotoGP-Klasse der Motorrad-Weltmeisterschaft zu starten. Er ersetzte für zwei Rennen den verletzten Casey Stoner. In Misano erreichte er den achten und in Aragón den neunten Rang.

## Privat
Rea ist Vater zweier Söhne, Jake (* 2013) und Tyler (* 2015).

## Statistik

### Erfolge
- 2012 – Sieger des 8-Stunden-Rennen von Suzuka zusammen mit Kousuke Akiyoshi und Tadayuki Okada auf Honda
- 2015 – Superbike-Weltmeister auf Kawasaki
- 2016 – Superbike-Weltmeister auf Kawasaki
- 2017 – Superbike-Weltmeister auf Kawasaki
- 2018 – Superbike-Weltmeister auf Kawasaki
- 2019 – Superbike-Weltmeister auf Kawasaki
- 2019 – Sieger des 8-Stunden-Rennens von Suzuka zusammen mit Leon Haslam und Toprak Razgatlıoğlu auf Kawasaki
- 2020 – Superbike-Weltmeister auf Kawasaki

### In der Superbike-Weltmeisterschaft
(Stand: 16. Juni 2024)
| Saison | Team                               | Motorrad        | Rennen | Siege | Zweiter | Dritter | Poles | Schn. Runden | Punkte | Ergebnis    |
| ------ | ---------------------------------- | --------------- | ------ | ----- | ------- | ------- | ----- | ------------ | ------ | ----------- |
| 2008   | Hannspree Ten Kate Honda           | Honda CBR1000RR | 2      | –     | –       | –       | –     | –            | 14     | 26.         |
| 2009   | Hannspree Ten Kate Honda           | Honda CBR1000RR | 28     | 2     | 1       | 5       | –     | 2            | 315    | 5.          |
| 2010   | Hannspree Ten Kate Honda           | Honda CBR1000RR | 23     | 4     | 5       | 1       | 1     | 5            | 292    | 4.          |
| 2011   | Castrol Honda                      | Honda CBR1000RR | 18     | 2     | –       | 3       | 2     | –            | 170    | 9.          |
| 2012   | Honda World Superbike Team         | Honda CBR1000RR | 27     | 2     | 4       | –       | –     | –            | 278,5  | 5.          |
| 2013   | Pata Honda World Superbike         | Honda CBR1000RR | 18     | 1     | 2       | 1       | –     | 1            | 176    | 9.          |
| 2014   | Pata Honda World Superbike         | Honda CBR1000RR | 24     | 4     | 1       | 4       | 1     | 2            | 334    | 3.          |
| 2015   | Kawasaki Racing Team               | Kawasaki ZX-10R | 26     | 14    | 7       | 2       | 2     | 11           | 548    | Weltmeister |
| 2016   | Kawasaki Racing Team               | Kawasaki ZX-10R | 26     | 9     | 9       | 5       | 2     | 6            | 498    | Weltmeister |
| 2017   | Kawasaki Racing Team               | Kawasaki ZX-10R | 26     | 16    | 7       | 1       | 6     | 14           | 556    | Weltmeister |
| 2018   | Kawasaki Racing Team               | Kawasaki ZX-10R | 25     | 17    | 4       | 1       | 2     | 14           | 545    | Weltmeister |
| 2019   | Kawasaki Racing Team               | Kawasaki ZX-10R | 37     | 17    | 16      | 1       | 7     | 12           | 663    | Weltmeister |
| 2020   | Kawasaki Racing Team               | Kawasaki ZX-10R | 24     | 9     | 5       | 1       | 4     | 11           | 360    | Weltmeister |
| 2021   | Kawasaki Racing Team               | Kawasaki ZX-10R | 37     | 13    | 9       | 8       | 8     | 14           | 551    | 2.          |
| 2022   | Kawasaki Racing Team               | Kawasaki ZX-10R | 36     | 6     | 11      | 13      | 5     | 8            | 502    | 3.          |
| 2023   | Kawasaki Racing Team               | Kawasaki ZX-10R | 36     | 1     | 5       | 12      | 3     | 4            | 370    | 3.          |
| 2024   | Pata Yamaha Official WorldSBK Team | Yamaha YZF-R 1  | 12     | –     | –       | –       | 1     | –            | 31     | 14.         |
| Gesamt | Gesamt                             | Gesamt          | 425    | 119   | 86      | 58      | 44    | 104          | 6203,5 | 6 WM-Titel  |

## Verweise